# 篠原誠
篠原 誠（しのはら まこと、1972年 - ）は、クリエイティブ・ディレクター、CMプランナー、作詞家。電通のエグゼクティブ・クリエイティブ・ディレクターを経て、篠原誠事務所代表取締役CEO。クリエイター・オブ・ザ・イヤー等受賞。

## 略歴
三重県一志郡美杉村（現：津市美杉町）川上で3兄弟の末っ子として生まれ育つ。小学校は同級生が自身含めて6人だった。
村立美杉中学校を経て、県立津高等学校には下宿から通った。ボート部に在籍した。一橋大学商学部に進学し、卒業した1995年に株式会社電通に入社。竹内弘高ゼミ出身。大学で学んだマーケティングに関心があり営業志望だったものの、クリエイティブの部署に配属となり、メンター制度で友原琢也に付きコピーライターなどをする。
2015年のクリエイター・オブ・ザ・イヤーを受賞したほか、カンヌ国際広告祭ブロンズ、アドフェストゴールド、ACCゴールド、ADC賞などの受賞歴もある。株式会社電通エグゼクティブ・クリエイティブ・ディレクターを経て、2018年、富ヶ谷に株式会社篠原誠事務所を設立し、同社代表取締役CEOとなる。
CMソングの作詞も手がけており、桐谷健太『海の声』とAI『みんながみんな英雄』は、2016年の第67回NHK紅白歌合戦で歌唱された。また、両曲と同じくauのCM使用曲である、菅田将暉『見たこともない景色』やWANIMA『やってみよう』の作詞もした。

## 作品

### CM
- エステー [26]「ドライペット」[27]「消臭力」「SHALDAN ステキプラス」「かおりムシューダ」「ムシューダ」[28][29]
- 家庭教師のトライ 「教えて!トライさん」「Try IT」[13]
- 大塚製薬 SOYJOY[30]
- キリンのどごしオールライト[30]
- 日本コカ・コーラ アクエリアス 「MOVEYOU」[18]
- NTT東日本[18]
- 森永製菓[18] カレ・ド・ショコラ 「瞬きをしない女」[31]
- キヤノン[18]
- 富士フイルム 「写プライズ」[13][32]
- 東洋水産 「マルちゃん 赤いきつねと緑のたぬき」
- リクルートホールディングス 「ホットペッパービューティー」[13]
- パイロットコーポレーション  「企業広告」「アクロボール」「コレト」「ボードマスター」「フリクション」[13]
- 日本郵便 「レターパック」[13]
- au 「三太郎シリーズ」「意識高すぎ！高杉くん」
- UQモバイル「三姉妹シリーズ」「UQUEEN」[2]

- キリン「一番搾り」「氷結」「FIRE」
- 花王「アタックゼロ＃洗濯愛してる会」「企業広告」

- 湖池屋「プライドポテト」
- トヨタ「トヨタイムズ」

### テレビドラマ
- プレミアムよるドラマ 嘘なんてひとつもないの（NHK BSプレミアム、2017年3月7日 - 3月28日 全4話） 原案
- WOWOWオリジナルドラマ「有村架純の撮休」（2020年4月11日）第4話[33]
- WOWOWオリジナルドラマ「神木隆之介の撮休」